# Кръстьо Янков
Кръстьо Янков Кръстев е български общественик от Македония.

## Биография
Кръстьо Янков е роден на 2 април 1892 година в костурското градче Хрупища, тогава в Османската империя, днес в Гърция. В 1913 година завършва с четвъртия, последен випуск Солунската българска търговска гимназия, Като офицер от Българската армия взима участие в Първата световна война.
След войните е деец на Съюза на македонските емигрантски организации. По време на Втората световна война през юли 1943 г. Кръстьо Янков заедно с Йосиф Кузев Марков, Христо Руков, Спиро Василев и Васил Стумбов пристигат в освободена Битоля и се срещнат с привържениците на ВМРО в града – адвоката Георги Атанасов, Сотир Тренчев, Стефан Светиев и доктор Борис Светиев. След това заминават за родното им Костурско, за да подпомогнат въоръжената борба на българското население.